# Microsoft Bob
 (août 2020).
Si vous disposez d'ouvrages ou d'articles de référence ou si vous connaissez des sites web de qualité traitant du thème abordé ici, merci de compléter l'article en donnant les références utiles à sa vérifiabilité et en les liant à la section « Notes et références ».
Pour les articles homonymes, voir Bob.
Microsoft Bob est un logiciel créé par la société Microsoft, publié en mars 1995, et ayant pour objectif de proposer une interface non technique pour l'utilisation d'un ordinateur de bureau.
Microsoft Bob a été créé pour remplacer le Gestionnaire de programme dans Windows 3.1x et Windows 95 mais a été un échec flagrant qui a conduit à son abandon rapide (avant la sortie de Windows 98).
En 2010, Time Magazine a inclus Microsoft Bob dans une liste des 50 pires inventions. L'article reproche au logiciel notamment d'avoir introduit Comic Sans MS, « peut-être la pire police de caractères de tous les temps »,.

## Vestiges
De Microsoft Bob, il reste certaines caractéristiques que Microsoft réutilisera ou dont il s'inspirera dans d'autres logiciels. Parmi celles-ci, on trouvera :
- les assistants de la suite Microsoft Office (Clippy) ;
- « Rover », le chien d'aide à la recherche dans Windows XP ;
- la police de caractères Comic Sans MS, créée pour l'occasion, et qui est devenue une des polices les plus utilisées.

## Utilisation détournée sur Windows XP
À l'époque où Windows XP est sorti, Microsoft a recherché des solutions pour limiter les copies pirates du système d'exploitation. C'est alors que les développeurs se sont rendu compte que le média d'installation de Windows XP, à l'époque un CD, disposait de 30 Mo inoccupés. Ils ont alors décidé de remplir ce petit espace restant avec une version chiffrée de Microsoft Bob, dont l'intégrité serait vérifiée pendant l'installation du système d'exploitation. De plus, Microsoft avait espoir, dans une époque où l'Internet haut débit et illimité n'était qu'à ses balbutiements, qu'un volume de données d'installation plus grand (de 30 Mo donc, ce qui était non négligeable) découragerait certains pirates de télécharger une copie illégale de leur nouvel OS. Finalement, cette solution n'a pas été d'une grande efficacité.